# Bertrand Escaich
Pour les articles homonymes, voir Escaich.
Bertrand Escaich, né le 3 juillet 1973, à Saint-Girons (Ariège), est un scénariste de bande dessinée français. Il forme avec Caroline Roque le duo Béka.

## Biographie
Bertrand Escaich commence à réaliser ses premières bandes dessinées à l’école primaire et se passionne pour les auteurs suivants : Hergé, Franquin, Goscinny et Peyo pour l’humour, Jean-Michel Charlier pour l’aventure.
En 1998, alors qu’il est inscrit en licence de sciences physiques à l’université Paul Sabatier de Toulouse, il envoie un dossier à quelques éditeurs. Les Editions Vents d’Ouest lui répondent favorablement. Ses premières planches sont publiées dans des albums collectifs. En 2000, Bertrand Escaich rencontre Alexandre Mermin (futur Poupard, dessinateur des Rugbymen) au salon Le livre sur la place. Leur collaboration commence. Leur premier album, Les Brumes du Miroboland, leur permet de rejoindre la maison d’édition Bamboo, créée par Olivier Sulpice. Bertrand rencontre Caroline Roque en 2001 et ils forment le duo Béka,. À la demande d’Olivier Sulpice, ils reprennent tous deux les scénarios de plusieurs séries des éditions Bamboo, avant de créer les séries à succès Les Rugbymen, (dessin Poupard) et Studio Danse (dessin Crip), puis Le Jour où... (dessin Marko). 
Bertrand Escaich obtient le prix des collégiens au festival d’Angoulême 2009 pour la série Chinn (deux tomes dessinés par Frédéric Vervsich).
Aux éditions Dargaud, Bertrand Escaich et Caroline Roque créent les séries Géo BD (dessin de Marko), puis Filles Uniques (dessin de Camille Méhu). Aux éditions Dupuis, il cosigne avec Caroline Roque les séries Champignac et le tome 65 des Tuniques Bleues aux éditions Dupuis,,,. Ils créent ensembles chez ce même éditeur les séries Cœur Collège (dessin Maya), A-lan (dessin de Thomas Labourot), L'Ecole des petits monstres (dessin de Bob). En 2022, Bertrand crée seul la série Les Cœurs de Ferraille, dessinée par José Luis Munuera.

## Œuvre

### Sous le nom Bertrand Escaich
En tant que scénariste
- Noémie - L'Héritage de la tante Adubon, scénario de Bertrand Escaich, dessins d'Alexis Chabert, Pointe Noire, 2001  (ISBN 2-84553-045-5)[11]
- Les Contes de par-ci de par-là, scénario de Bertrand Escaich, dessins d'Abel Chen, Pointe Noire, 2002  (ISBN 2-84553-055-2)[12]
- Les Brumes du Miroboland, Bamboo Édition

1. L’Élixir de Silyconn, scénario de Bertrand Escaich, dessins d'Alexandre Mermin, 2003  (ISBN 2-912715-88-1)[13]
2. Le Secret de Fènwik, 2004  (ISBN 2-915309-13-2)

- Chinn, scénario de Bertrand Escaich, dessins de Fred Vervisch, Bamboo Édition

1. Les Bambous de la sagesse, 2008  (ISBN 978-2-350-78379-6)
2. Le Monastère de la vieille forêt, 2008  (ISBN 978-2-350-78458-8)

- Ling Ling, scénario de Bertrand Escaich, dessins de Marc N'Guessan, Bamboo Édition

1. Le Bureau des Rumeurs, 2012  (ISBN 978-2-8189-0837-2)
2. Les Lanternes roses, 2012  (ISBN 978-2-8189-0907-2)

En tant que dessinateur
- Mini-guide, Vents d'Ouest

1  Le Mini-guide du Bélier, scénario et dessins collectifs, 1999  (ISBN 2-86967-788-X)
2. Le Mini-guide du Taureau, scénario et dessins collectifs, 1999  (ISBN 2-86967-796-0)
3. Le Mini-guide des Gémeaux, scénario et dessins collectifs, 1999  (ISBN 2-86967-791-X)
7. Le Mini-guide de la Balance, scénario et dessins collectifs, 1999  (ISBN 2-86967-787-1)
9. Le Mini-guide du Sagittaire, scénario et dessins collectifs, 1999  (ISBN 2-86967-794-4)
10. Le Mini-guide du Capricorne, scénario et dessins collectifs, 1999  (ISBN 2-86967-790-1)
11. Le Mini-guide du Verseau, scénario et dessins collectifs, 1999  (ISBN 2-86967-797-9)
12. Le Mini-guide des Poissons, scénario et dessins collectifs, 1999  (ISBN 2-86967-793-6)
13. Le Mini-guide des 12 signes astros, scénario et dessins collectifs, 2002  (ISBN 2-7493-0067-3)
- Le Guide de la jeune mère, scénario de Jacky Goupil, dessins de Bertrand Escaich, Vents d'Ouest, 2000  (ISBN 2-86967-862-2)

### Sous le nomBéka
- Les Fourmidables T2, dessins de Vincent Deporter, Bamboo, 2001  (ISBN 2-915309-05-1)
- Les Rugbymen[3],[4] - 20 tomes aux éditions Bamboo, dessins de Poupard
- Studio Danse[5] - 12 tomes chez Bamboo Édition, dessins de Crip
- Dance Class - 12 tomes chez Papercutz USA, dessins de Crip, traduction de Joe Johson
- Les Petits Rugbymen - 5 tomes, romans jeunesse, 5 tomes, dessins de Poupard, Edition Bamboo Poche
- Le Rugby et ses Règles, écrit avec l'arbitre international Joël Jutge, 1 tome, 2018  (ISBN 978-2-8189-4414-1)
- Studio Danse - 5 tomes, romans Jeunesse, dessins de Crip, Edition Bamboo Poche
- Voyage en Chine, dessins de Marko, Bamboo Édition, 2013  (ISBN 978-2-8189-2303-0)
- Voyage en Inde, dessins de Marko, Bamboo Édition, 2014  (ISBN 978-2-81892653-6)
- Géo BD, dessins de Marko, Dargaud, 4 tomes
- Planète Gaspard, 2 tomes, dessins de Domas, Bamboo Édition, 2016
- Les Aventures de Teddy Riner[14],[15], 3 tomes, dessins de Jikko, Edition Dargaud, 2016
- Les Fées Valentines, 5 tomes, dessins de Crip, Edition Dargaud, 2016
- Le jour où...[16],[17], 5 tomes, dessins de Marko, Bamboo Édition, 2016
- L'Atelier Détectives, 2 tomes, dessins de Sandrine Goalec, Bamboo Édition, 2017
- Le Blog de...[18], 4 tomes, dessins de Grégoire Mabire, Bamboo Édition, 2017
- Le Chemin des Fous, 1 tome, dessin de Poupard,Bamboo Édition, 2018
- Mission Capitale, 2 tomes, romans jeunesse aux éditions Rageot, 2018
- Science Infuse, 1 tome, scénario de BeKa et Chacma, dessin de J Mariolle, couleur de L. Croix, Bamboo Édition, 2022
- Champignac[7], 3 tomes

1. Enigma , aux éditions Dupuis, dessin de David Etien, 2019
2. Le patient A, aux éditions Dupuis, dessin de David Etien, 2021
3. Quelques atomes de carbone, aux éditions Dupuis, dessin de David Etien, 2023

- Les Tuniques Bleues[8],[9],[10], tome 65 aux éditions Dupuis, 2020.
- Cœurs Collège, 3 tomes, dessin et couleur de Maya, éditions Dupuis
- A-lan, 1 tome, dessin et couleur de Yhomas Labourot, éditions Dupuis
- L'Ecole des Petits Monstres, 1 tome, dessin de Bob, couleur de Maëla Cosson, éditions Dupuis
- Les Cœurs de Ferraille, 1 tome, dessin de José Luis Munuera et couleur de Sedyas, éditions Dupuis
- Filles Uniques, 3 tomes, dessin de Camille Méhu, éditions Dargaud

## Prix
- Grand Prix des lecteurs du journal de Mickey, 2008
- Prix Prix Conseil Général du festival de Blois, 2008
- Prix des collégiens, festival d'Angoulême, 2009
- Prix de la meilleure BD jeunesse, festival de Puteaux 2013, avec Crip pour Studio Danse
- Prix du public du festival d'Herouville-St-Clair 2017, avec Marko, pour Le jour où le bus est reparti sans elle
- Prix de la cité scolaire de Fumel pour l'image de la femme dans la BD, 2016-2017, avec Marko et Cosson, pour Le jour où le bus est reparti sans elle.
- Grand Prix des lecteurs du journal de Mickey 2017[18], pour le Blog de Nina, avec Grégoire Mabire.
- Prix jeunesse du Vent dans les BD 2018, pour L'Atelier Détectives, avec Sandrine Goalec.
- Prix du public du festival de BDécines 2018 pour Le jour où le bus est reparti sans elle, avec Marko et Cosson